# Histoire Naturelle et Médicale de la Famille des Valérianées
Histoire Naturelle et Médicale de la Famille des Valérianées (abreviado Hist. Nat. Valér.) es un libro con ilustraciones y descripciones botánicas que fue escrito por el botánico francés Pierre Dufresne y publicado en Montpellier en el año 1811.